# Potassium
Le potassium est l'élément chimique de numéro atomique 19, de symbole K (du latin kalium). Il fait partie du premier groupe du tableau périodique et plus particulièrement des métaux alcalins. Ses propriétés chimiques sont voisines de celles du sodium. Sur Terre et dans les autres corps rocheux, il est généralement lié à d'autres éléments au sein de nombreux minéraux. Il est présent dans l'eau de mer à une teneur d'environ 0,4 g/kg, sous la forme d'ions libres.
Dans les conditions normales de température et de pression, le corps simple est un métal mou, d'aspect blanc métallique mais légèrement bleuté. Il s'oxyde rapidement au contact de l'air et réagit violemment avec l'eau.

## Histoire
Le potassium a été découvert en 1807 par le chimiste Sir Humphry Davy, qui l’obtient par électrolyse d’hydroxyde de potassium ; c'est d'ailleurs le premier métal isolé par électrolyse. C'est aussi Davy qui forge le mot potassium, à partir de l’anglais potass, lui-même emprunté au français potasse (nom de l'hydroxyde de potassium à l'époque) et du suffixe -ium.
Le symbole K fait référence au latin kalium, lui-même forgé à partir de l’arabe al-qalyah — القَلْيَة (« cendre de salicorne »), plante riche en potassium[réf. nécessaire]. Potassium se dit aussi kalium en allemand et dans d’autres langues germaniques.

## En analyse biologique
Le taux sanguin de potassium est appelé kaliémie. Dans le sang d'un adulte de poids moyen à jeun, il doit être compris entre 3,5 et 4,5 mmol/l.

## Caractéristiques

### Caractéristiques chimiques

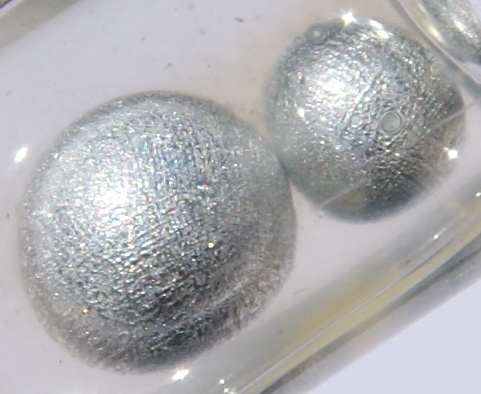
Perles de potassium dans de l'huile de paraffine.

Le potassium est un solide mou que l'on peut couper facilement à l’aide d’un couteau. Les surfaces fraîchement tranchées ont un aspect métallique. Il s’oxyde rapidement à l’air et doit donc être conservé dans l’huile.
Comme les autres métaux alcalins, l’eau se décompose à son contact avec formation de dihydrogène. Lorsqu’il est plongé dans l’eau, il réagit violemment en produisant du dihydrogène qui peut s’enflammer, voire détoner, en présence d’oxygène et d’une source de chaleur.
Ses sels émettent une couleur violette lorsqu’ils sont exposés à une flamme.

### Caractéristiques physiques
- Allié au sodium le potassium constitue le mélange NaK utilisé comme caloporteur dans les échanges thermiques. Le mélange 78 % K et 22 % Na a une température de fusion de -12,6 et bout à 785 °C facilitant ainsi l'exploitation de la boucle fluide et prévenant le risque de gel.
- Coefficient de dilatation à 25 °C = 83 × 10−6 K−1
- Évaluation de la masse volumique du solide: ρ = 890 /(1+0,000 083⋅(t-25))3 ; avec ρ en kg/m3 et t en °C
- Corrélation pour la masse volumique du liquide: ρ = 839,853 - 0,222 ⋅ t ; avec ρ en kg/m3 et t en °C ; applicable entre 100 et 600 °C. Une équation d'état de la masse volumique du liquide le long de l'isobare atmosphérique (i.e. entre 63.5 °C et 757.643 °C)  est donnée dans la référence[4].
- Corrélation pour la valeur de Cp du solide: Cp = 0,709 16 + 0,002 076 6 ⋅ t ; avec Cp en kJ/(kg⋅K) et t en °C ; applicable entre 0 et 60 °C
- Corrélation pour la valeur de Cp du liquide: Cp = 0,950 054 - 0,000 488 51 ⋅ t + 0,000 000 314 284 ⋅ t2 ; avec Cp en kJ/(kg⋅K) et t en °C ; applicable entre 70  et   600 °C
- Des équations d'état décrivant les propriétés le long de la courbe de pression de vapeur saturante (i.e. courbe de coexistence liquide-gaz)  sont données dans la référence[4].
- Corrélation pour la viscosité dynamique du liquide: μ = - 0,000 000 013 350 779 ⋅ t3 + 0,000 014 391 07 ⋅ t2 - 0,005 149 607 1 ⋅ t + 0,8329122 ; avec μ en mkg/(m⋅s) et t en °C ; applicable entre 70  et   600 °C. Des équations d'état décrivant la viscosité dynamique du liquide et du gaz  sont données dans la référence[4].
- L'équation d'état décrivant le coefficient d'auto-diffusion du liquide le long de l'isobare atmosphérique est donnée dans la référence[4].

| Température (°C) | Masse volumique ρ (kg/m3)        | Viscosité dynamique μ (10−3 kg/(m⋅s)) | Conductivité thermique λ (W/(m⋅K)) | Capacité calorifique à pression constante Cp (kJ/(kg⋅K)) | Commentaire  |
| ---------------- | -------------------------------- | ------------------------------------- | ---------------------------------- | -------------------------------------------------------- | ------------ |
| −173,15          | 925,5                            |                                       |                                    | 0,628                                                    | solide       |
| 0                | 890 (860)                        |                                       | 102,4                              | 0,757 (0,709)                                            | solide       |
| 25               | 884,5                            |                                       | 102,5 (99,0)                       | 0,753 (0,761)                                            | solide       |
| 63,5             | 876,00 (solide) 829,48 (liquide) | 0,539208                              |                                    | 0,921 (liquide)                                          | liquéfaction |
| 100              | 817,7 (819,0)                    | 0,4588                                |                                    | 0,905 (0,8117)                                           | liquide      |
| 200              | 795,5 (795,0)                    | 0,3050                                | "8"                                | 0,865 (0,7895)                                           | liquide      |
| 300              | 773,3                            | 0,2358                                | "11"                               | 0,832 (0,7924)                                           | liquide      |
| 400              | 751,1 (747,0)                    | 0,1947                                | "13"                               | 0,805 (0,7782)                                           | liquide      |

### Isotopes
Le potassium possède 24 isotopes connus de nombre de masse variant entre 32 et 55, ainsi que quatre isomères nucléaires.
Le potassium est présent dans la nature sous la forme de trois isotopes : 39K (93,26 %) et 41K (6,73 %) tous deux stables, et un radioisotope à longue durée de vie (demi-vie de 1,248 milliard d'années), 40K (0,01167 %). Les autres radioisotopes du potassium ont tous une demi-vie inférieure à une journée, et pour la plupart d'entre eux inférieure à une minute.
La masse atomique standard du potassium est de 39,0983(1) u
Le 40K se désintègre :
- par émission β− en 40Ca (89,28 %)
- par capture électronique (10,72 %) et par émission β+ (très rare) en 40Ar ;

La méthode de datation au potassium-argon (couple d’isotopes 40K - 40Ar) est communément utilisée pour la datation des roches.

### L'ion potassium
L'ion K+ est un gros cation (~140 pm) peu coordinant, et donc difficile à précipiter en solution aqueuse. Cependant le perchlorate de potassium KClO4 est peu soluble dans l'eau (7 g/L à 0 °C, 20 g/L à 25 °C). Il forme des complexes avec les éthers couronnes, ce qui permet de solubiliser certains de ses sels en solution organique.

### Gisements
Cet élément représente environ 2,58 % du poids total de la croûte terrestre, dont il est un des sept éléments les plus abondants.
Le potassium n’est pas un élément natif. Il est obtenu principalement à partir de l’hydroxyde de potassium par un procédé d'électrolyse en voie sèche fondue dont le principe a très peu changé depuis sa découverte par Sir Davy.
Des minéraux tels que la carnallite KMgCl3·6H2O, la langbeinite K2Mg2(SO4)3, la polyhalite K2Ca2Mg(SO4)4·2H2O, et la sylvine KCl, que l’on trouve au fond des anciens lacs et mers sont des minerais importants de potassium, et permettent son exploitation économique.
Les principaux gisements de potassium sont situés en Saskatchewan, en Biélorussie, en Russie (voir la société Uralkali), au Nouveau-Mexique, en Californie et en Utah, ainsi qu'en Alsace et Allemagne.
Les océans constituent une réserve importante de potassium, mais sa concentration y est plus faible que celle du sodium (cf. eau de mer).

### Synthèse du potassium
Le potassium est produit par réduction de chlorure de potassium (KCl) liquide par de la vapeur de sodium à 870 °C puis distillation.

## Utilisation du potassium

### Applications du potassium métallique
- Le potassium métallique est utilisé comme réactif dans de nombreuses réactions de chimie fine et de pharmacie, où on l’utilise en particulier pour ses propriétés de puissant réducteur (action similaire à celle du sodium métallique).
- L’alliage NaK est utilisé dans les transferts de chaleur : le potassium, comme le sodium, est un excellent conducteur de chaleur.

### Composés du potassium
Le potassium est un élément essentiel pour la croissance des plantes ; on le trouve, sous forme de composés, dans la plupart des sols (voir Rôle du potassium dans la fertilisation).
Le potassium est vital pour le fonctionnement des cellules animales (voir Pompe sodium-potassium).
Ses principaux composés :
- l’hydroxyde de potassium plus connu sous le nom de potasse caustique ou potasse, et utilisé pour la fabrication de produits détergents ;
- le chlorure de potassium est utilisé comme substitut du sel alimentaire, en perfusion à l’hôpital pour compenser une carence à l’origine de troubles du rythme cardiaque. À trop fortes doses, il peut arrêter le cœur : c’est le cas dans les injections à but létal ;
- le nitrate de potassium est le salpêtre ou nitre, utilisé dans la poudre à canon ;
- le carbonate de potassium est utilisé dans la fabrication du verre et est le principal constituant de la potasse (fertilisant) ;
- dans les engrais NPK (azote-phosphore-potassium) ;
- autres sels importants de potassium :
  - le bromure de potassium,
  - l’iodure de potassium,
  - le phosphate de potassium,
  - le sulfate de potassium,
  - le bisulfite de potassium.

## Aspects médicaux

### Nutrition et médecine
Le potassium est un nutriment essentiel à l’alimentation humaine.
Le potassium sous sa forme de cation K+ est le principal ion intracellulaire de l’organisme. Il existe un gradient de concentration en faveur de la sortie de l’ion depuis le compartiment intracellulaire vers le compartiment extracellulaire. Ce gradient est entretenu par des pompes situées dans les membranes cellulaires, en particulier la pompe sodium-potassium est responsable de l’existence d’un potentiel de repos négatif présent dans toutes les cellules vivantes.
La concentration de K+ plasmatique (ou kaliémie) est très finement régulée, en particulier au niveau du rein, de sorte que ce taux demeure dans une fourchette précise de 3,5  à   5,5 mmol·l-1. Les variations pathologiques de la kaliémie (hypokaliémie et surtout hyperkaliémie) sont des troubles sévères susceptibles d’entraîner des anomalies cardiaques fatales.
Une alimentation variée constitue le meilleur moyen d’avoir un bon taux de potassium dans l’organisme. Des recherches ont mis en évidence qu’un régime riche en potassium peut réduire les risques d’hypertension.
Les apports adéquats quotidiens pour les adultes et adolescents sont de 3500 mg selon l'EFSA et de 4700 mg selon la NAM,. Il n'y a pas d'apports maximaux recommandés.
Les aliments les plus riches sont les fruits, les légumes et le chocolat. On trouve de bonnes quantités de potassium dans :
- cacao en poudre non sucré (1 524 mg/100g)[17]
- les pois secs (930 mg/100 g)
- les lentilles (837 mg/100 g)
- le pruneau (732 mg/100 g)
- les amandes (728 mg/100 g)
- les dattes (656mg/100g)[18]
- les châtaignes (600 mg/100 g)
- le radis noir (554 mg/100 g)
- l’avocat (485 mg/100 g)
- les épinards (466 mg/100 g)
- la pomme de terre (379 mg/100 g)
- les tubercules en général
  - le céleri-rave
  - le navet
- la banane (358 mg/100 g)
- le piment (322 mg/100 g)
- le kiwi (270 mg/100 g)
- la carotte (320 mg/100 g)
- le melon (300 mg/100 g
- la tomate (280 mg/100 g)
- le potiron (223 mg/100 g)
- le jus d’orange (200 mg/100 g).

#### Carence
Une carence en potassium peut entraîner une hypertension et une hypokaliémie.

### Dose toxique
Le potassium peut avoir des effets quand il est respiré. L’inhalation peut irriter les yeux, le nez, la gorge, les poumons avec l’éternuement, la toux et la gorge endolorie. Des expositions plus élevées peuvent causer une accumulation de liquide dans les poumons, ceci pouvant causer la mort. Le contact avec la peau et l’œil peut causer des brûlures graves menant à des dommages permanents.
Quand les reins fonctionnent mal, il y a une accumulation de potassium ce qui peut entraîner une perturbation des battements du cœur. Au-delà de 25 mg/kg de masse corporelle, le potassium est toxique. En intraveineuse, la dose létale pour un humain est d'environ 30  à   35 mg/kg. Un surdosage en potassium provoque l’hyperkaliémie, alors qu'un sous-dosage en potassium provoque l’hypokaliémie. L’hyperkaliémie découle le plus souvent des insuffisances rénales très avancées (le rein n’excrète plus le potassium, et il va donc augmenter) alors qu'il est quasi impossible d’avoir une hyperkaliémie quand les reins fonctionnent normalement. On traite l’hyperkaliémie par des perfusions de bicarbonates (on alcalinise le sang), jusqu’aux cas les plus extrêmes où l’on effectue une hémodialyse (rein artificiel)… Un arrêt cardiaque peut survenir surtout si les changements de la kaliémie ont été brusques. Il existe des manifestations avant-coureuses : des troubles du rythme cardiaque, des troubles digestifs (hypokaliémie seulement), des douleurs musculaires (hypokaliémie seulement).

### Précautions
Le potassium sous forme de métal réagit violemment avec l’eau. Sa réaction avec l’eau est d’ailleurs bien plus forte que celle du sodium dans un milieu aqueux. Le potassium peut aussi réagir violemment avec son propre oxyde ; par exemple un choc sur une coulée de potassium oxydé peut provoquer une explosion. Ce métal doit donc être conservé à l’abri de l’eau et de toute atmosphère oxydante ou chargée d’humidité. Il est le plus souvent conservé immergé dans l’huile ou entouré de graisse. Dans les échantillons destinés aux expériences de laboratoire scolaires et universitaires il est fourni en flacons sous forme d’olives pour éviter – en cas de doute sur une étiquette endommagée – de le confondre avec le sodium.